# 光叶粗糠树
光叶粗糠树（学名：Ehretia macrophylla var. glabrescens）为紫草科厚壳树属下的一个变种。

## 扩展阅读
- 維基物種上的相關：光叶粗糠树